# Kurparksiedlung

Reihenhausgruppe auf der Südseite der Ossingerstraße

Das zentral gelegene Straßeneck Fürstenrieder-/Ossingerstraße

 Das Münchener Stadtviertel Kurparksiedlung im Nordosten des Stadtbezirks Hadern ist ab der Mitte der 1930er Jahre entstanden. In den 50er Jahren schloss sich die im Süden anschließende Hessensiedlung an. Der östlich der Fürstenrieder Straße liegende Teil gehört heute zum Stadtbezirk Sendling-Westpark.

## Geschichte
Nach Aufgeben größerer Teile des Kurparks der Heilanstalt Neufriedenheim, entstand ab 1934/35 auf dessen Gebiet ein Wohngebiet in dem sich vor allem Handwerker und einfache Angestellte ansiedelten. Bereits 1932 eröffnete Anni Rank an der Fürstenrieder Straße das Cafe-Restaurant Rink mit einem großen Festsaal, das bis in die 1950er Jahre bestand. Danach wurde es in eine Villa umgewandelt. Nach dem Zweiten Weltkrieg bis in die 1950er Jahre erweiterte sich die Kurparksiedlung bis an die Schröfelhofstraße (Westen), Toemlingerstraße (Süden) und Ehrwalder Straße (Südosten). In diesen Jahren schloss sich die zeitgleich entstandene Hessensiedlung (zwischen Guardini- und Toemlingerstraße) der Siedlervereinigung Kurparksiedlung an. Vor und nach der Jahrtausendwende entstanden im Nordwesteck (Maenherstraße) und Nordosteck (Fürstenrieder Straße) würfelförmige und bis zu viergeschossige Mehrfamilienhäuser.

## Beschreibung
Das Haderner Viertel wird im Norden durch die Ammerseestraße, im Nordosten durch die Schröfelhofstraße, im Südwesten durch die Kurparkstraße/Stiftsbogen, im Süden durch die Guardini-/Ehrwalderstraße und im Osten durch die Friedrich-List-Straße begrenzt. Bis auf wenige Ausnahmen an den größeren Straßen ist die Kurparksiedlung ein reines Wohngebiet, das überwiegend von Einfamilienhäusern, Doppelhaushälften und Reihenhausanlagen geprägt ist. Es gibt zwei Grünanlagen im Viertel, den Neufriedenheimer Platz im Zentrum des alten Teils der Kurparksiedlung und den Nothkaufplatz im Zentrum der Hessensiedlung. An der Fürstenrieder Straße befinden sich schräg gegenüber zwei Großtankstellen der Allguth AG. Unmittelbar nordöstlich neben der Kurparksiedlung befinden sich das Erasmus-Grasser-Gymnasium und das Ludwigsgymnasium. Am Südosteck der Siedlungen befindet sich der Bahnhof U-Bahnhof Holzapfelkreuth der Münchner U-Bahn-Linie 6. Weitere öffentliche Verkehrsmittel, über die das Viertel erreichbar ist, sind die Buslinien 51 und 151 (mit 3 Haltestellen) die auf der Fürstenrieder Straße verkehren, sowie die Straßenbahnlinie 18 mit den Haltestellen Ammerseestraße und Senftenauerstraße auf der gegenüberliegenden Seite der Autobahn.

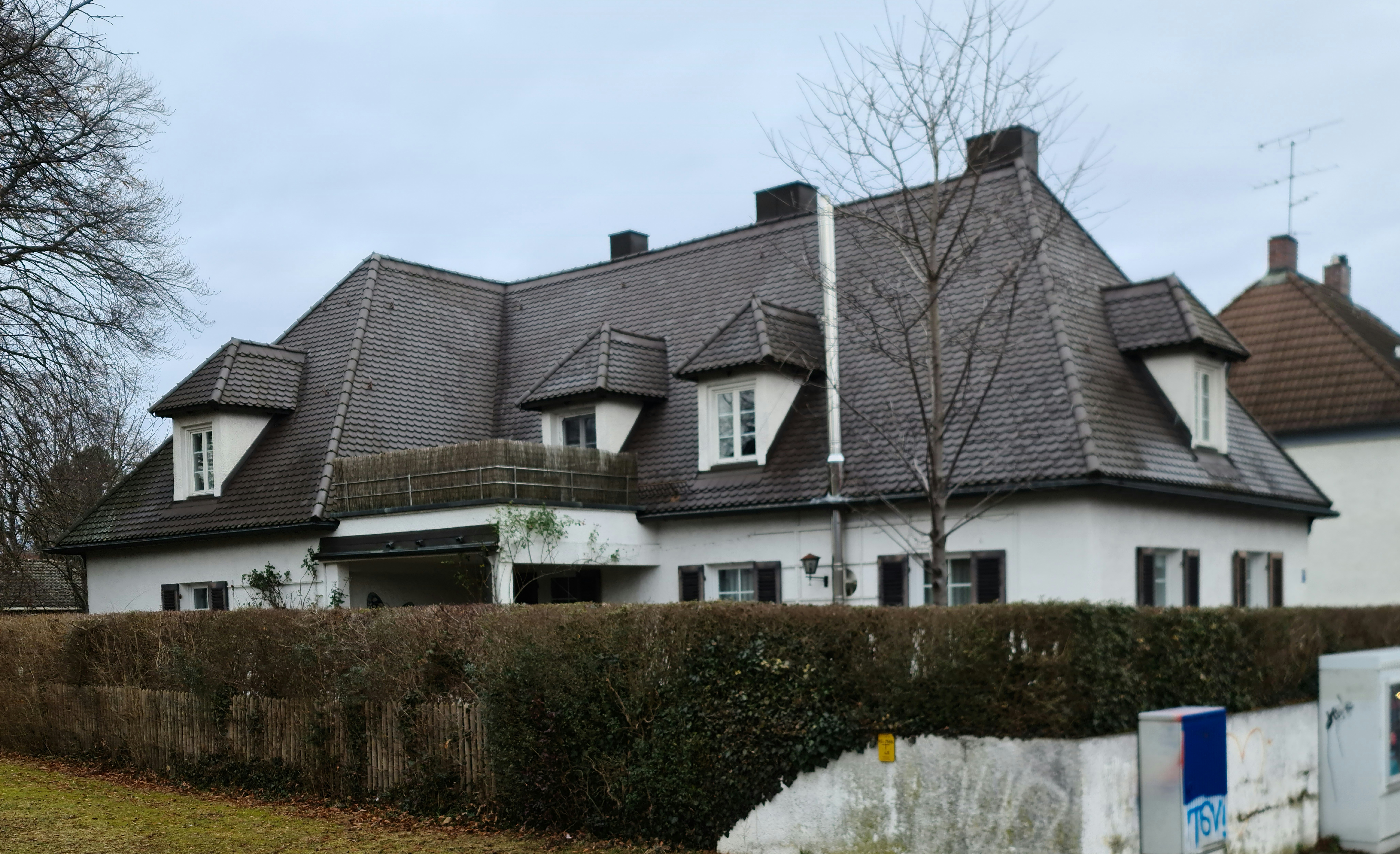
Fürstenrieder Straße 198 (ehemals Cafe-Restaurant Rink)
Abschnitt der Maenherstraße
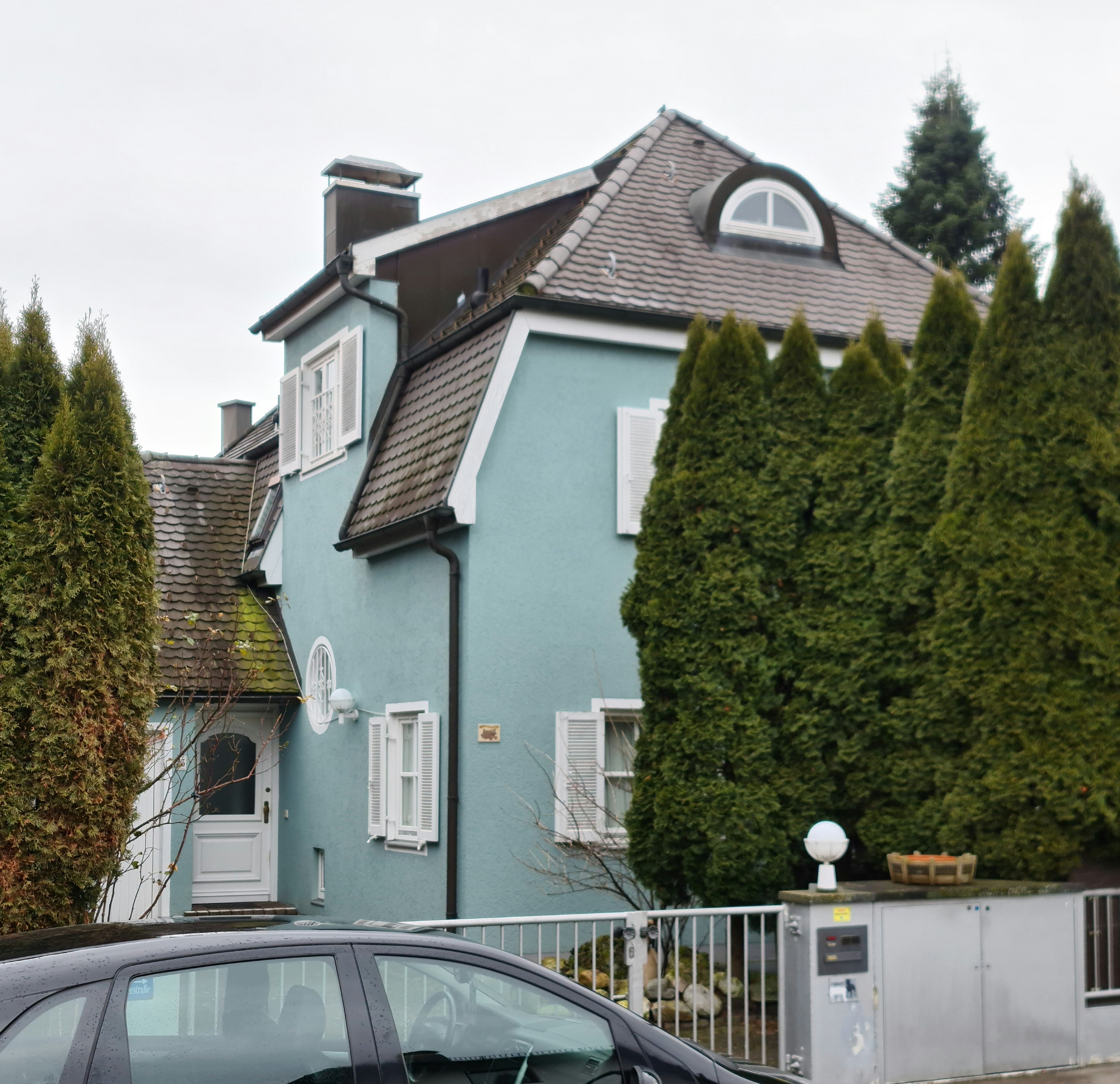
Vingerstraße 3
Fürstenrieder Straße 240–246